# Me and That Man
Me and That Man est un groupe polonais de rock alternatif.

## Histoire
Le premier album du groupe, Songs of Love and Death, contient un mélange de folk, de country et de blues. La musique est comparée à celle de Leonard Cohen, Tom Waits et Nick Cave. Le projet est formé en 2016 par Adam Darski, leader du groupe de death metal Behemoth, qui cherchait des moyens de s'exprimer musicalement en dehors du death metal. Darski et le guitariste et musicien rock John Porter, d'une trentaine d'années son aîné, se sont rencontrés dans le cadre d'un projet country du chanteur et guitariste Maciej Maleńczuk. En travaillant ensemble, ils composent des chansons pour un album studio, sorti le 24 mars 2017 sous le titre Songs of Love and Death, qui atteint la troisième place du classement des albums polonais, la 70e place du classement allemand, la 59e place du classement autrichien, et la 76e place du classement suisse. Après la sortie de l'album, le duo part en tournée en Europe, soutenu par deux musiciens live.
En été 2018, Darski se sépare de Porter et travaille seul sur un nouvel album. Pour ce deuxième album studio, New Man, New Songs, Same Shit, Vol. 1, Darski fait appel à un ou deux chanteurs pour chaque chanson, dont Ihsahn (Emperor), Nicke Andersson (Entombed), Matthew Heafy (Trivium), Corey Taylor (Slipknot, Stone Sour) et Brent Hinds (Mastodon). La sortie a lieu le 27 mars 2020 sur Napalm Records. New Man, New Songs, Same Shit, Vol. 1 atteint la quatrième place du classement des albums polonais, la 26e place du classement allemand et la 77e place du classement suisse. Le 24 décembre 2019, une apparition au Wacken Open Air 2020 est annoncée, mais le festival est annulé en raison de la pandémie de Covid-19.
Le 19 novembre 2021 suit le troisième album studio New Man, New Songs, Same Shit, Vol. 2. Parmi les musiciens invités, on trouve Tobias Forge (Ghost, sous le nom de Mary Goore), Gary Holt (Exodus), David Vincent (Morbid Angel), Randy Blythe (Lamb of God) ainsi qu'Alissa White-Gluz (Arch Enemy).

## Discographie
- 2017 : Songs of Love and Death (Cooking Vinyl, 3e des charts polonais[3])
- 2020 : New Man, New Songs, Same Shit, Vol. 1 (Napalm Records, 4e des charts polonais[3])
- 2021 	: New Man, New Songs, Same Shit, Vol. 2 (Napalm Records, 7e des charts polonais[3])